# Takao Orii
Takao Orii er en tidligere japansk fodboldspiller. Han var i perioden 1984 træner for Japans kvindefodboldlandshold.